# Henny Youngman
Henry „Henny” Youngman (London, 1906. március 16. – Los Angeles, 1998. február 24.) amerikai humorista és zenész volt, aki leginkább egysoros vicceiről volt ismert.
Youngman szimpla egysoros poénokat mondott, egy olyan korban, amikor a legtöbb humorista hosszú anekdotákat mesélt. Ezek a viccek egyszerű, rajzfilmszerű helyzeteket ábrázoltak. Sokan az "egysorosok királyának" nevezik. Egy előadása általában 15-20 perces, de ez alatt több viccet is mesélt gyors tempóban.

## Élete
Orosz zsidók gyermekeként született az angliai Whitechapel-ben. Gyerekkorában családja a brooklyni Bay Ridge-be költözött. New Yorkban nőtt fel, és egy nyomdában "humoros kártyákat" készített, amire rövid, egysoros poénokat írt. Ezeket a kártyákat az akkor feltörekvő Milton Berle fedezte fel, aki Youngmant arra bátorította, hogy humorista karriert folytasson.
Karrierjét zenészként kezdte. Volt egy Swanee Syncopaters nevű együttese, és a fellépések során elsütött egy-két viccet is. Egy éjszaka a klub egyik rendszeres fellépője nem jött, így a tulajdonos Youngman-t kérte meg arra, hogy lépjen fel.  Eleinte klubokban lépett fel, áttörést Kate Smith rádióműsorában ért el 1937-ben.
Az 1940-es években színészként is próbálkozott, de nem ért el sikereket. Később azonban olyan filmekben is feltűnt, mint a Bombasiker, a Világtörténelem – 1. kötet és a Nagymenők.

## Magánélete
Felesége Sadie Cohen volt, aki gyakran volt Youngman vicceinek célpontja, azonban jó kapcsolatban éltek: 59 évig voltak házasok. Sadie 1987-ben elhunyt, hosszan tartó betegség után.
Youngmannek két gyermeke volt: Gary és Marilyn.

## Halála
1998. február 24-én hunyt el a manhattani 
Mount Sinai Medical Center kórházban, tüdőgyulladás következtében. 91 éves volt. A Glendale-i Mount Carmel temetőben helyezték örök nyugalomra.

## Fordítás
Ez a szócikk részben vagy egészben  a   Henny Youngman című angol Wikipédia-szócikk fordításán alapul.  Az eredeti cikk szerkesztőit annak laptörténete sorolja fel. Ez a jelzés csupán a megfogalmazás eredetét és a szerzői jogokat jelzi, nem szolgál a cikkben szereplő információk forrásmegjelöléseként.